# Leopold Socha
Leopold Socha (Leopoli, 28 agosto 1909 – Gliwice, 12 maggio 1946) è stato un ispettore fognario polacco che, grazie alla sua conoscenza del sistema fognario, durante la Seconda guerra mondiale salvò 20 ebrei dallo sterminio (Shoah), facendoli nascondere nel labirinto sotterraneo della città.
Nel 1978 l'apposita commissione israeliana Yad Vashem riconobbe Leopold Socha Giusto tra le nazioni.

## Biografia
Leopold Socha viveva in uno dei quartieri poveri della sua città natale, Leopoli, e lavorava come impiegato comunale per l'ispezione della rete fognaria. Nel suo passato era stato anche in prigione per piccoli furti. 
Nel 1943, quando l'esercito nazista occupò la città, Socha riuscì ad aiutare un gruppo di ebrei facendoli fuggire dal ghetto nascondendoli nella rete fognaria che conosceva molto bene, avvalendosi dell'aiuto del collega Stefan Wroblewski. All'inizio Socha pretese di essere pagato dagli ebrei per il servizio prestato ma, con la complicità di sua moglie Magdalena e Wroblewski, continuò ad aiutarli anche quando rimasero senza soldi, nascondendoli e sfamandoli per 14 mesi, alla fine dei quali, 10 tra i 20 rifugiati ebrei sopravvissero.
Nel 1946 mentre faceva un giro in bici con sua figlia, un camion militare sovietico piombò verso di loro, nello schianto perse la sua vita per proteggere quella di sua figlia.
Alla sua morte, gli ebrei sopravvissuti tra quelli che Socha aveva aiutato, tornarono per rendergli omaggio.

## Filmografia
La sua storia è stata portata alla ribalta grazie al film In Darkness di Agnieszka Holland, tra i finalisti dei Premi Oscar 2012 come miglior film straniero.